# Josep Abella
Josep Abella, född 25 januari 1975, är en andorransk före detta fotbollsspelare.
Han spelade en landskamp  för Andorras landslag. Hans enda framträdande i landslaget var ett inhopp mot Färöarna i en träningsmatch 1999.